# Батыева, Эльвира Салиховна
Эльвира Салиховна Батыева (род. 1940) — советский и российский учёный-химик-органик, педагог, специалист в области органической химии, доктор химических наук (1978), профессор (1985). Член-корреспондент   Академии наук Республики Татарстан (с 1994). Заслуженный деятель науки Российской Федерации (1995).

## Биография
Родилась 31 октября 1940 года в Казани в семье крупонго политического деятеля С. Г. Батыева.
С 1959 по 1964 год обучалась на химическом факультете Казанского университета.
С 1965 года на научно-исследовательской работе в ИОФХ КазНЦ АН СССР: с 1965 по 1980 год — исследователь-стажёр, младший научный сотрудник, научный сотрудник и  старший научный сотрудник Лаборатории элементоорганического синтеза, работала под руководством А. Н. Пудовика. С 1980 по 1987 и с 1990 по 1991 год — заместитель директора по научной работе, и одновременно с 1989 по 1991 год — исполняющая обязанности директора ИОФХ КазНЦ АН СССР. С 1987 по 2002 год — заведующая лабораторией фосфор-сера-органических соединений ИОФХ имени А. Е. Арбузова КазНЦ РАН.
В 1969 году Э. С. Батыева была утверждена в учёной степени кандидат химических наук по теме: «Некоторые реакции амидов кислот трехвалентного фосфора с галоиднесодержащими электрофильными реагентами», в 1978 году — доктор химических наук по теме: «Реакции присоединения и замещения в ряду амидов кислот трёхвалентного фосфора». В 1985 году приказом ВАК ей было присвоено учёное звание — профессор. В 1994 году была избрана член-корреспондентом Академии наук Республики Татарстан.

## Научно-педагогическая деятельность
Основная научно-педагогическая деятельность Э. С. Батыевой связана с вопросами в области органической химии. Э. С. Батыевой был внесён весомый вклад в развитие химии тиопроизводных кислот фосфора, под её руководством и при непосредственном участии были выполнены исследования в области двойственной реакционной способности амбидентной системы фосфор — элемент и были установлены закономерности химического поведения этого элемента. Э. С. Батыева была организатором испытаний новых органических соединений на биологическую активность которые проводились совместно с зарубежными специалистами из Европы, Японии и США..
Э. С. Батыева является автором более 400 научных работ, в том числе   монографий,в том числе «Реакции присоединения и замещения в ряду амидов кислот трехвалентного фосфора» (1978), «Тиопроизводные кислот трехвалентного фосфора» (1990: ISBN 5-02-001342-0), под её руководством и при непосредственном участии было защищено более двадцати трёх докторских и кандидатских диссертаций. В 1990 году «За заслуги в научной деятельности» Э. С. Батыева была удостоена почётного звания — Заслуженный деятель науки ТССР, а в 1995 году — Заслуженный деятель науки Российской Федерации.

## Награды
- Медаль За трудовую доблесть
- Медаль «Ветеран труда»
- Золотая медаль Академии наук Республики Татарстан «За достижения в науке» (2020 год)[7].

### Звания
- Заслуженный деятель науки Российской Федерации (1996)
- Заслуженный деятель науки Татарской ССР (1990)